# Katholieke Kerk in Montenegro

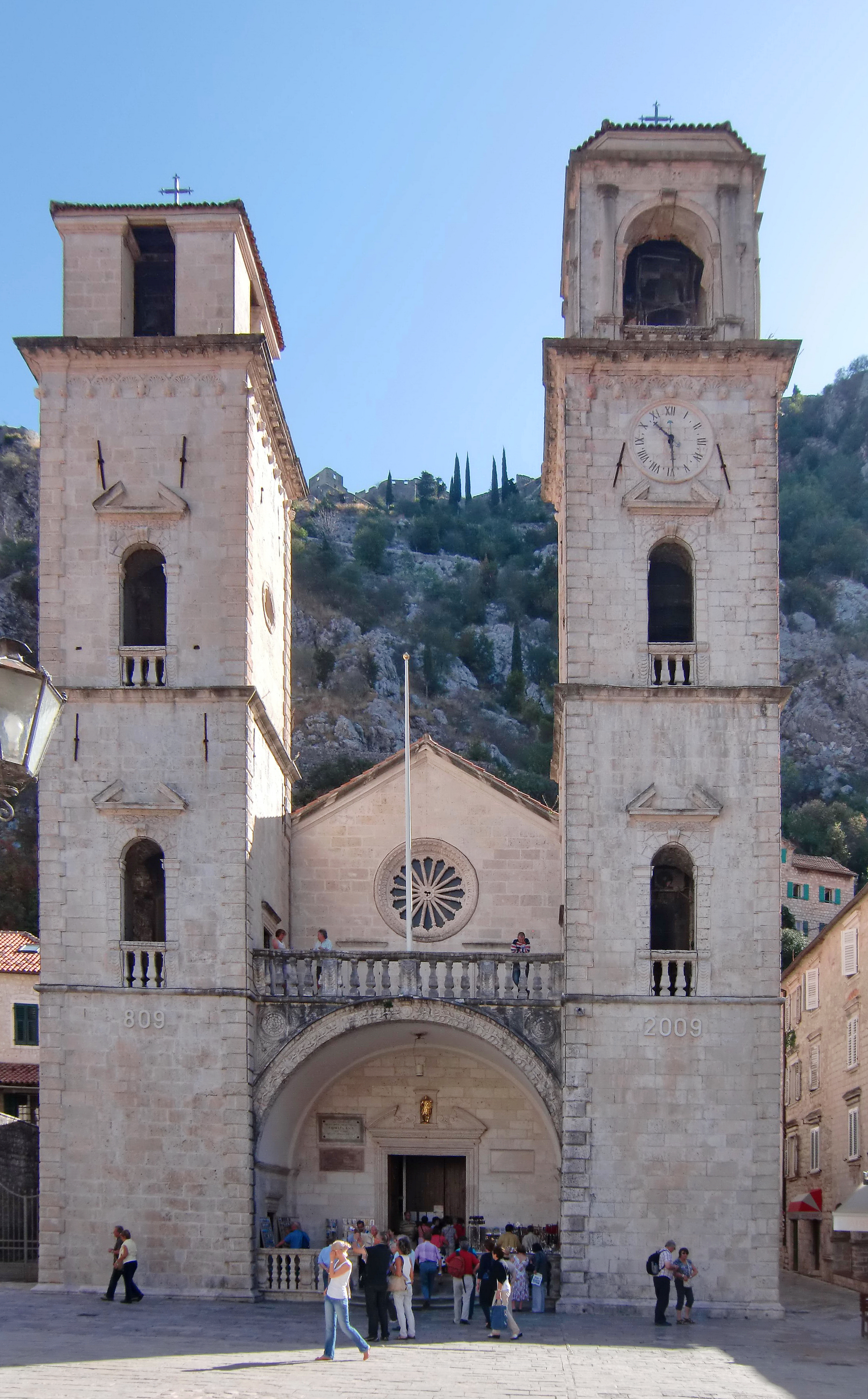
Kathedraal van Kotor

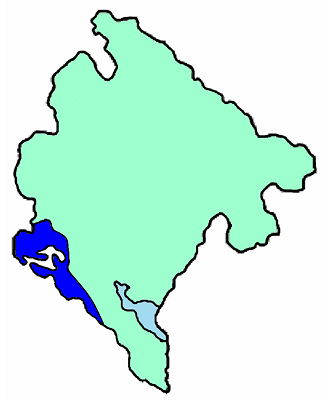
Kaart van Montenegro
Aartsbisdom Bar
Bisdom Kotor

De Katholieke Kerk in Montenegro maakt deel uit van de wereldwijde Katholieke Kerk, onder het leiderschap van de paus en de Curie.
Montenegro is overwegend Servisch-orthodox. De katholieken maken 3,5 % uit van de bevolking.

## Demografie
Volgens de volkstelling van 2011 wonen er 21.299 katholieken in Montenegro (hetgeen zo'n 3,44 procent van de totale bevolking is).
Het aantal katholieken is licht afgenomen vergeleken met de volkstelling van 2003: toen woonden er 21.972 katholieken in Montenegro (ofwel 3,54 procent van de totale bevolking).

#### Etniciteit
De etnische samenstelling van de katholieke bevolking in Montenegro is erg heterogeen. De Albanezen vormen de grootste groep (7.954 personen), gevolgd door Montenegrijnen (5.667 personen) en Kroaten (5.527 personen).

#### Leeftijdsopbouw
De gemiddelde leeftijd van de katholieke bevolking bedraagt zo'n 42 jaar.

#### Geografische verdeling
Meer dan de helft van het aantal katholieken leeft in de stad Podgorica of in het district Bar.
| gemeente     | Inwoners (2011) | aantal katholieken | %      |
| ------------ | --------------- | ------------------ | ------ |
| Podgorica    | 185.937         | 7.947              | 4,27%  |
| Bar          | 42.048          | 3.043              | 7,24%  |
| Tivat        | 14.031          | 2.870              | 20,45% |
| Kotor        | 22.601          | 2.658              | 11,76% |
| Ulcinj       | 19.921          | 2.196              | 11,02% |
| Herceg Novi  | 30.864          | 1.267              | 4,11%  |
| Budva        | 19.218          | 432                | 2,25%  |
| Nikšić       | 72.443          | 222                | 0,31%  |
| Cetinje      | 16.657          | 153                | 0,92%  |
| Danilovgrad  | 18.472          | 140                | 0,76%  |
| Plav         | 13.108          | 124                | 0,95%  |
| Berane       | 33.970          | 81                 | 0,24%  |
| Bijelo Polje | 46.051          | 79                 | 0,17%  |
| Kolašin      | 8.380           | 28                 | 0,33%  |
| Pljevlja     | 30.786          | 24                 | 0,08%  |
| Rožaje       | 22.964          | 11                 | 0,05%  |
| Mojkovac     | 8.622           | 8                  | 0,09%  |
| Žabljak      | 3.569           | 6                  | 0,17%  |
| Andrijevica  | 5.071           | 6                  | 0,12%  |
| Šavnik       | 2.070           | 2                  | 0,10%  |
| Plužine      | 3.246           | 2                  | 0,06%  |
| Montenegro   | 620.029         | 21.299             | 3,44%  |

Verhoudingsgewijs hebben de districten Tivat (>20%), Kotor (12%) en Ulcinj (11%) een significante katholieke minderheid. In de rest van het land wonen nagenoeg geen katholieken.
Apostolisch nuntius voor Montenegro is sinds 1 oktober 2022 aartsbisschop Francis Chullikatt, die tevens nuntius is voor Bosnië en Herzegovina.

## Territoriale indeling
1. Onder rechtstreeks gezag van de Heilige Stoel
  1. Aartsbisdom Bar
2. Ressorterend onder de Kerkprovincie Split-Makarska (Kroatië)
  1. Bisdom Kotor